# SIG M1911半自動手槍

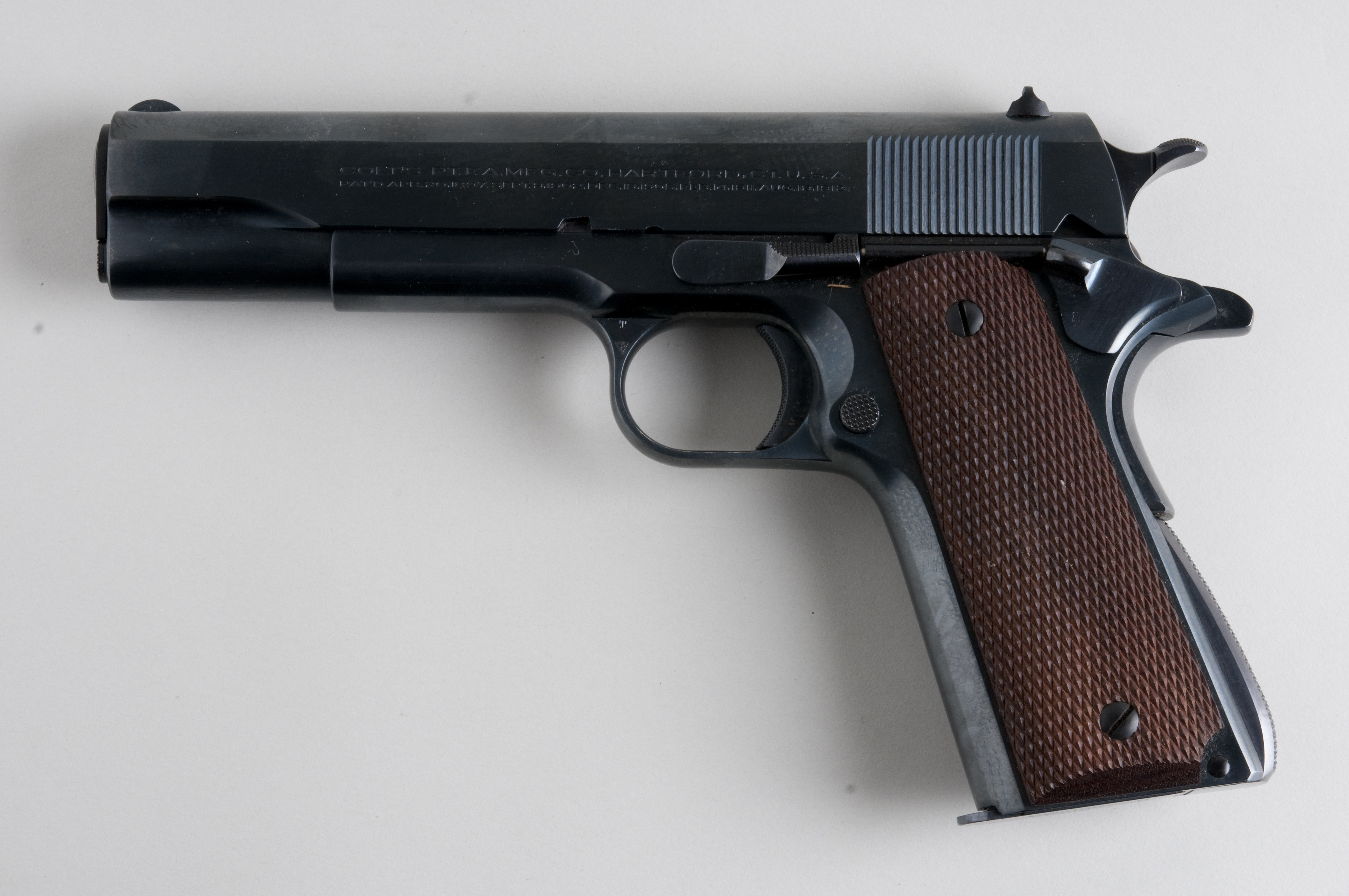
原型：柯爾特M1911A1

SIG 1911（前稱：SIG GSR，样見下文）是一款由美国新罕布殊爾州紐因頓市西格&紹爾公司以美國一代名槍M1911手槍為藍本研製和生產的一系列半自動手槍，主要發射.45 ACP口徑手枪子彈。
其最早期的型號非常忠實於约翰·勃朗宁所設計的柯爾特M1911手槍，該手槍成為美國制式佩槍，直到被貝瑞塔M9（貝瑞塔92）手槍取代之前已經有70多年的歷史。

## 設計差異

### 一些歷史背景
由於在美西戰爭和之後1890年代時期的美菲战争期間使用的.38長柯爾特左輪手槍的表現、尤其是制止力不足，當時的美軍正在尋找一種使用更大口徑的新型的手槍用以取代該口徑的左輪手槍。從1907年測試開始起，最終由约翰·勃朗宁為柯爾特專利槍械生產公司設計的M1910達到了設計上的高潮，但還是對這種設計進行了改進。結果獲採用的是政府型號M1911，後來又被修改為美國政府M1911A1手槍。在討論這種類手槍時，經常用不同的名稱，包括“政府型號”、“1911”、“1911A1”和非常普遍的“柯爾特.45自動手槍”來描述、稱呼它。在這類手槍的大多數討論中，很多人只是把“1911”手槍的各種不同名稱簡單地加以引用。
與許多不準確的報告相反，柯爾特M1910的設計並沒有擊敗由德國皇家軍隊設計和採用的9×19毫米魯格彈手槍。.45 ACP口徑的魯格手槍曾作出過M1910手槍的試驗，正如柯爾特所做的那樣。除了受到一個重要的準則所阻撓之外，魯格實際上每一個重要的方面都擊敗了柯爾特。只是當時美軍從來不會採用外國設計的武器。直到20世紀後期，這一政策才得到實質性的改變。

### 擊針保險與扳機扣力質素
柯爾特M1911並無擊針保險，並因而被指出是一個導致走火的不幸傾向，尤其是如果已經上膛而掉落時又撞上其槍口時。儘管該槍裝有握把以上的外置式拇指操作保險和握把背部的握把式保險。但還是沒有阻止擊針運動的保險。只要撞擊的強度足夠仍然會導致擊針向前並以足夠的力度撞擊底火進而發射膛內子彈。而（所有目前生產的）西格-紹爾M1911系列手槍都有這種擊針阻塊，成為其第三道保險，直到扳機被實際扣動時才釋放。
目前美國的一些州要求M1911手槍具有擊針阻塊保險。這樣的設備就被新增至原廠80系列版本的設計當中。但80系列型號的許多用戶都報告指出，該附加部件導致扳機扣力質素受到了“損害”。
首款西格-紹爾M1911系列手槍都非常忠實於原來的柯爾特M1911A1設計，但後來（以及所有當前型號）都具有擊針阻塊式保險。西格-紹爾用戶似乎都沒有發現他們的M1911系列手槍出現扳機質素的問題。

### 結構材料
所有政府型號的M1911手槍都完全用钢製成。西格-紹爾M1911型號由鋼和不鏽鋼製成。

### 彈匣容量
.45 ACP型號最初採用7發容量彈匣，後來改為8發容量彈匣。柯爾特生產的M1911也有.38超級彈和9×19毫米魯格彈兩種口徑。西格-紹爾M1911系列的型號忠實於原來的M1911外觀的外觀，製有採用9×19毫米魯格彈、.380 ACP、.357 SIG、.40 S&W、10毫米Auto和.45 ACP。由於口徑不同，彈匣容量的變化也不盡相同。

### 額定壓力
許多柯爾特1911風格的手槍都沒有通過生產商的認證接受過按照運動武器及彈藥製造商協會（簡稱：SAAMI）制定的標準Plus（+）P膛壓彈藥。而所有西格-紹爾手槍都有，其M1911也不例外。

### 現代附件
西格-紹爾M1911手槍有時配有現代化的輔助附件，包括配有皮卡汀尼導軌、延長容量的彈匣、不同的表面處理，以及許多不同的外觀變化。有些專門用於射靶，還有原來的M1911型號般更多的口徑選擇。

### 各種尺寸和樣式
西格-紹爾M1911系列具有不同尺寸和款式共21個型號。其中P238超袖珍型是M1911風格產品中最小的型號。

## 不再列出的早期型號
西格-紹爾GSR（英語：SIG Sauer GSR；GSR，全稱：Granite Series Rail，意為：花崗岩系列戰術導軌手槍）是一系列具有以柯爾特M1911手槍為藍本的不鏽鋼底把及套筒手枪。SIG花崗岩系列導軌手槍於2004年獲卓越射擊工業學院（英語：The Shooting Industry Academy of Excellence）頒發了年度最佳手槍（英語：Handgun of the Year）獎。它完全是在美國製造，所有的部件都來自美國。
內膛裝填及發射.45 ACP手槍子彈的該槍當中，一部份的型號具有一條MIL-STD-1913戰術附件導軌，可以用以安裝各種不同型號的戰術燈、雷射瞄準器和任何其他可以附接於導軌以上的戰術配件；安裝後可是十分穩固，而且無需使用任何工具輔助安裝。標準型號具有一根127毫米（5英吋）槍管和4.5磅力的單動操作扳機。據報導，GSR具有25公尺（27.34碼）以內5發子彈的一組彈著分佈範圍達到38.1毫米（1.5英吋）的射擊精度。GSR還有緊湊型（88.9毫米／3.5英吋槍管）和攜帶型（101.6毫米／4英吋槍管），並提供各種瞄準具選項。SIG提供不鏽鋼表面處理、硝酸鈉（Nitron）塗層黑色表面處理或雙色硝酸鈉塗層及和不鏽鋼表面處理。
GSR TACOPS型（英語：P226 Tactical Operations，意為：戰術行動）和蝎子型具有皮卡汀尼導軌、夜間瞄準具、和螺紋槍管（TB），後者可讓使用者在槍口裝上消聲器。

## 衍生型

### 從口徑分類的尺寸分級和型號
| 型號                                           | 尺寸     | 口徑                                    |
| ---------------------------------------------- | -------- | --------------------------------------- |
| M1911帝王蠍型（Emperor Scorpion）              | 全尺寸型 | .45 ACP                                 |
| M1911惡夢型（Nightmare）                       | 全尺寸型 | .45 ACP                                 |
| M1911比賽精英不鏽鋼型（Match Elite Stainless） | 全尺寸型 | .38超級彈、9×19毫米魯格彈、.40 S&W      |
| M1911馬克斯型（Max）                           | 全尺寸型 | .45 ACP                                 |
| M1911镍製導軌型（Nickel Rail）                 | 全尺寸型 | .45 ACP                                 |
| M1911斯巴达型（Spartan）                       | 全尺寸型 | .45 ACP                                 |
| M1911不鏽鋼型                                  | 全尺寸型 | .45 ACP                                 |
| M1911不鏽鋼超級目標型                          | 全尺寸型 | .45 ACP                                 |
| M1911 STX型                                    | 全尺寸型 | .45 ACP                                 |
| M1911戰術行動型（TACOPS）                      | 全尺寸型 | 9×19毫米魯格彈、10毫米S&W Auto、.45 ACP |
| M1911我們人民型（We the People）               | 全尺寸型 | .45 ACP                                 |
| M1911 XO型                                     | 全尺寸型 | .45 ACP                                 |
| M1911溜背帝王蠍型（Fastback Emperor Scorpion） | 攜帶型   | .357 SIG、.45 ACP                       |
| M1911溜背惡夢型（Fastback Nightmare）          | 攜帶型   | .357 SIG、.45 ACP                       |
| M1911斯巴达型（Spartan）                       | 攜帶型   | .45 ACP                                 |
| M1911軍用型（Army）                            | 緊湊型   | .45 ACP                                 |
| M1911 C3型                                     | 緊湊型   | .45 ACP                                 |
| M1911雙色極袖珍型（Two-Tone Ultra-Compact）    | 袖珍型   | .45 ACP                                 |
| M1911镍製極袖珍型（Nickel Ultra-Compact）      | 袖珍型   | .45 ACP                                 |
| P238我們人民型（We the People）                | 極袖珍型 | .380 ACP                                |

### 西格-紹爾M1911系列手槍型號
以下都是目前在其網站上列出的所有西格-紹爾M1911型號。直到2018年1月為止的上市型號為：

#### 全尺寸型號
- M1911帝王蠍全尺寸型[9]
- M1911溜背夢魘全尺寸型[10]
- M1911比賽精英不鏽鋼全尺寸型[11]
- M1911馬克斯全尺寸型[12]
- M1911镍製導軌全尺寸型
- M1911斯巴達全尺寸型
- M1911斯巴達II全尺寸型
- M1911不鏽鋼型
- M1911不鏽鋼超級目標全尺寸型
- M1911 STX全尺寸型
- M1911戰術行動全尺寸型（TACOPS），配備皮卡汀尼導軌，9×19毫米魯格彈、10毫米S&W Auto、.45 ACP口徑
- M1911目標全尺寸型
- M1911我們人民全尺寸型
- M1911 XO全尺寸型

#### 攜帶尺寸型號
- M1911溜背帝王蠍攜帶型
- M1911溜背惡夢攜帶型
- M1911斯巴達攜帶型
- M1911斯巴達II攜帶型

#### 緊湊尺寸型號
- M1911軍用緊湊型
- M1911 C3緊湊型

#### 袖珍尺寸型號
- M1911雙色極袖珍型
- M1911镍製極袖珍型

#### 極袖珍尺寸型號
- M1911極袖珍鎳製型

#### 超袖珍尺寸型號
- P238我們人民型

## 各個尺寸的彈匣容量
| 尺寸              | 口徑     | 彈匣容量（發） |
| ----------------- | -------- | -------------- |
| 全尺寸型，5英吋   | 9毫米    | 9              |
|                   | .357 SIG | 8              |
|                   | .40 S&W  | 8              |
|                   | .45 ACP  | 8              |
| 攜帶型，4.2英吋   | .357 SIG | 8              |
|                   | .45 ACP  | 8              |
| 緊湊型，4.2英吋   | .45 ACP  | 7              |
| 極袖珍型，2.7英吋 | 9毫米    | 8              |
|                   | .45 ACP  | 7              |

## 子彈膛壓限制
所有西格-紹爾手槍都可以裝填運動武器及彈藥製造商協會（簡稱：SAAMI）制定的標準Plus（+）P膛壓（38,500磅力每平方英寸）彈藥。

## 使用國
- 葡萄牙
  - 治安警察局
  - 共和國國民警衛隊
- 美国
  - 地方警察單位

## 圖集

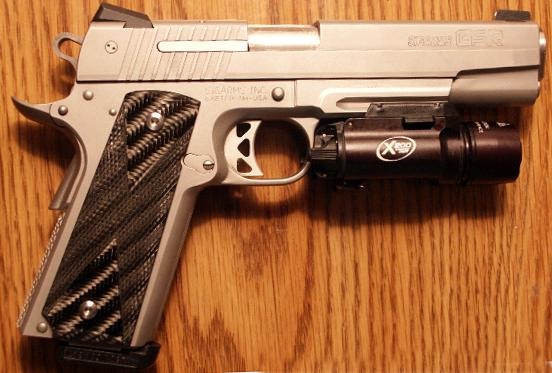
裝上SureFire X200戰術燈的西格&紹爾GSR
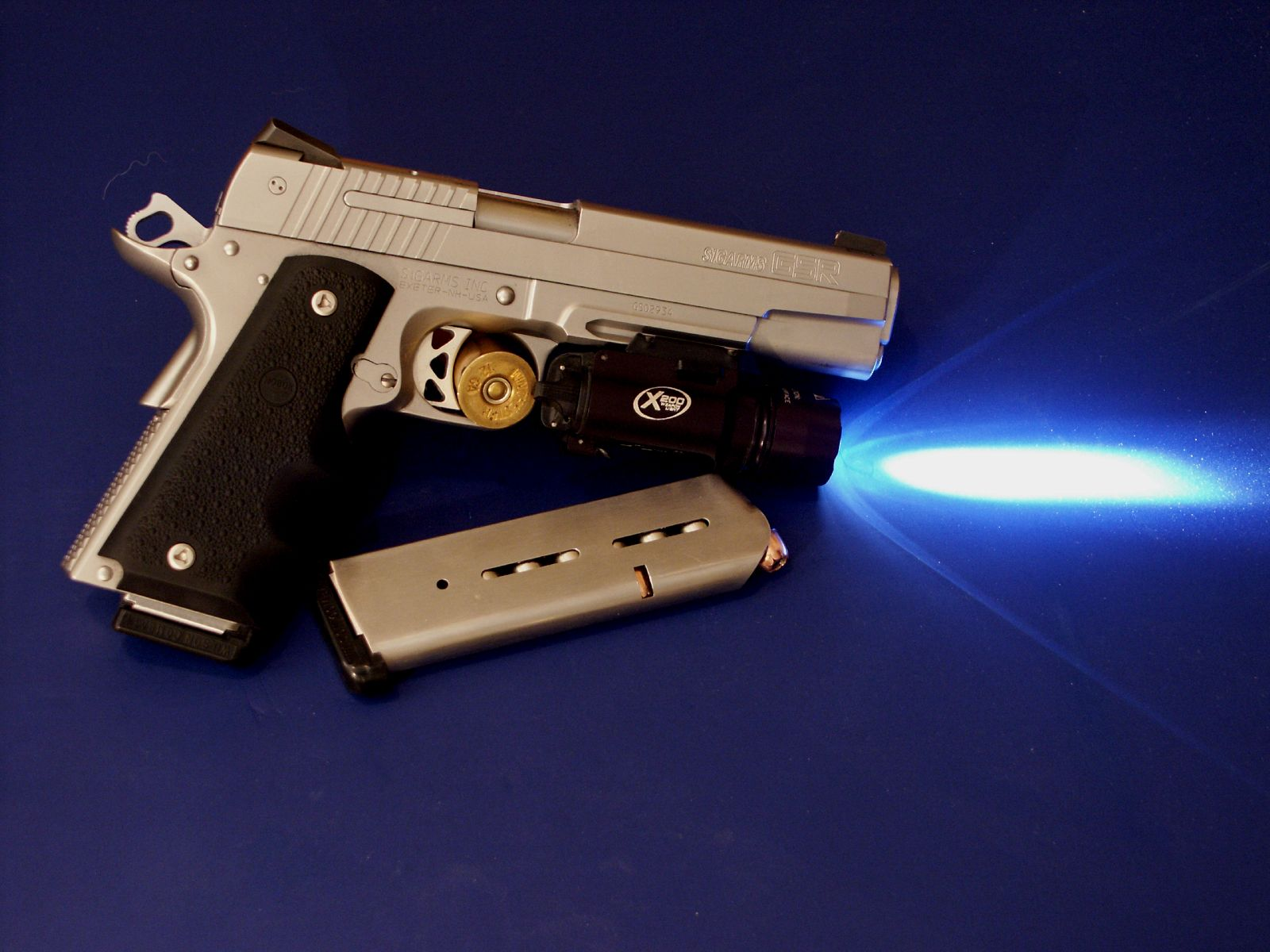
裝上SureFire X200戰術燈的西格&紹爾GSR和其彈匣
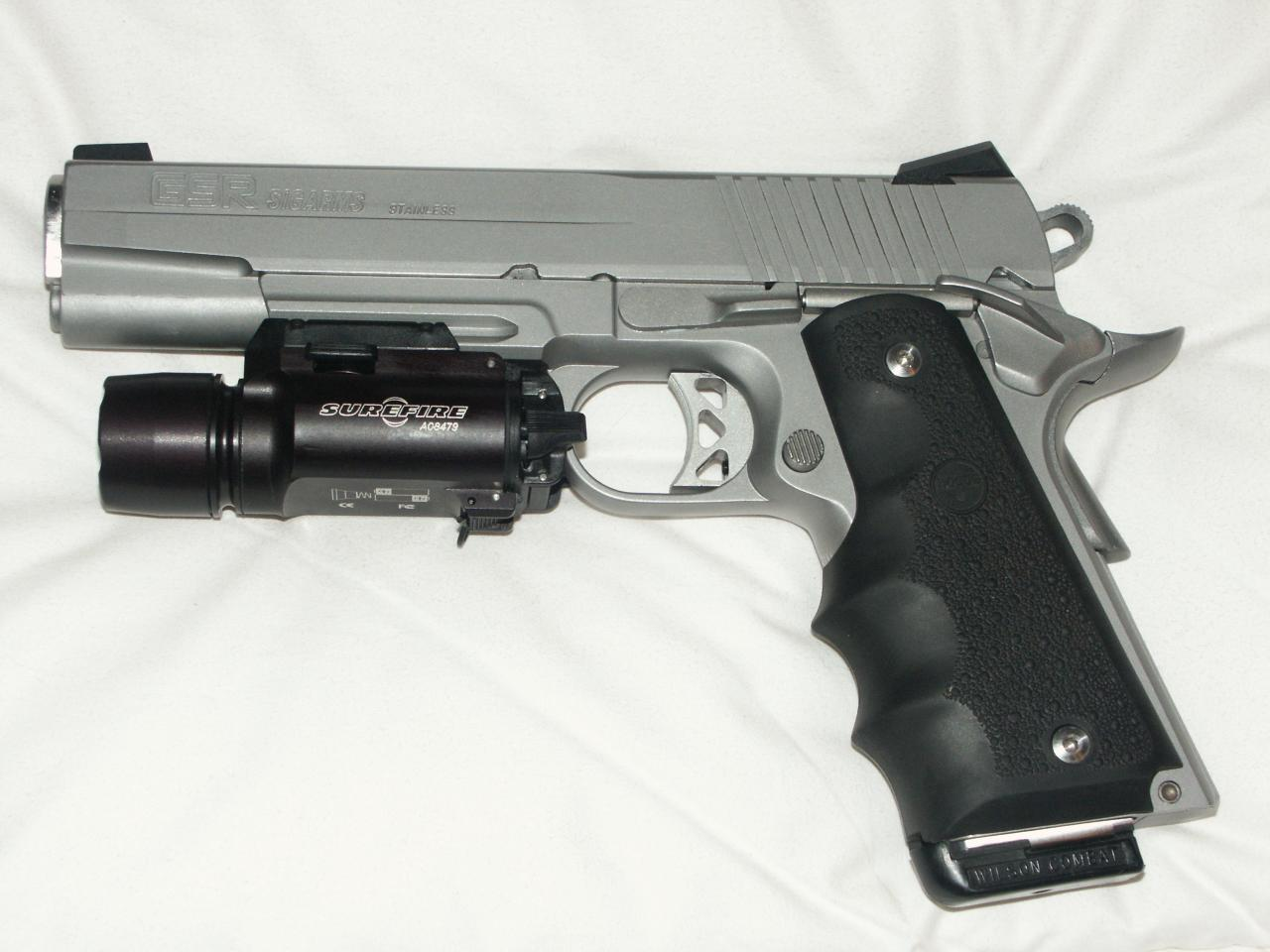
裝上SureFire X200戰術燈和手指凹槽握把側板的西格&紹爾GSR
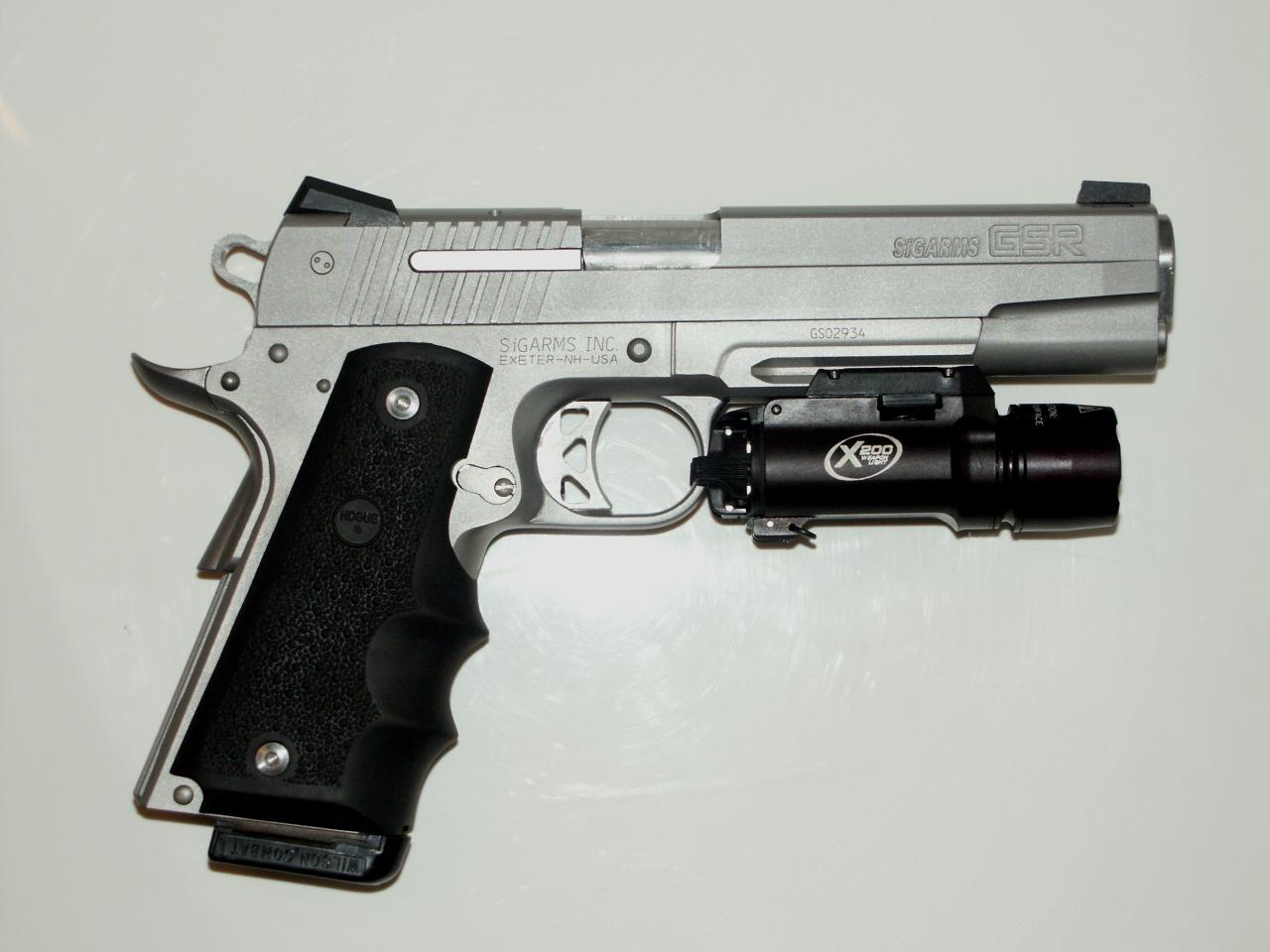
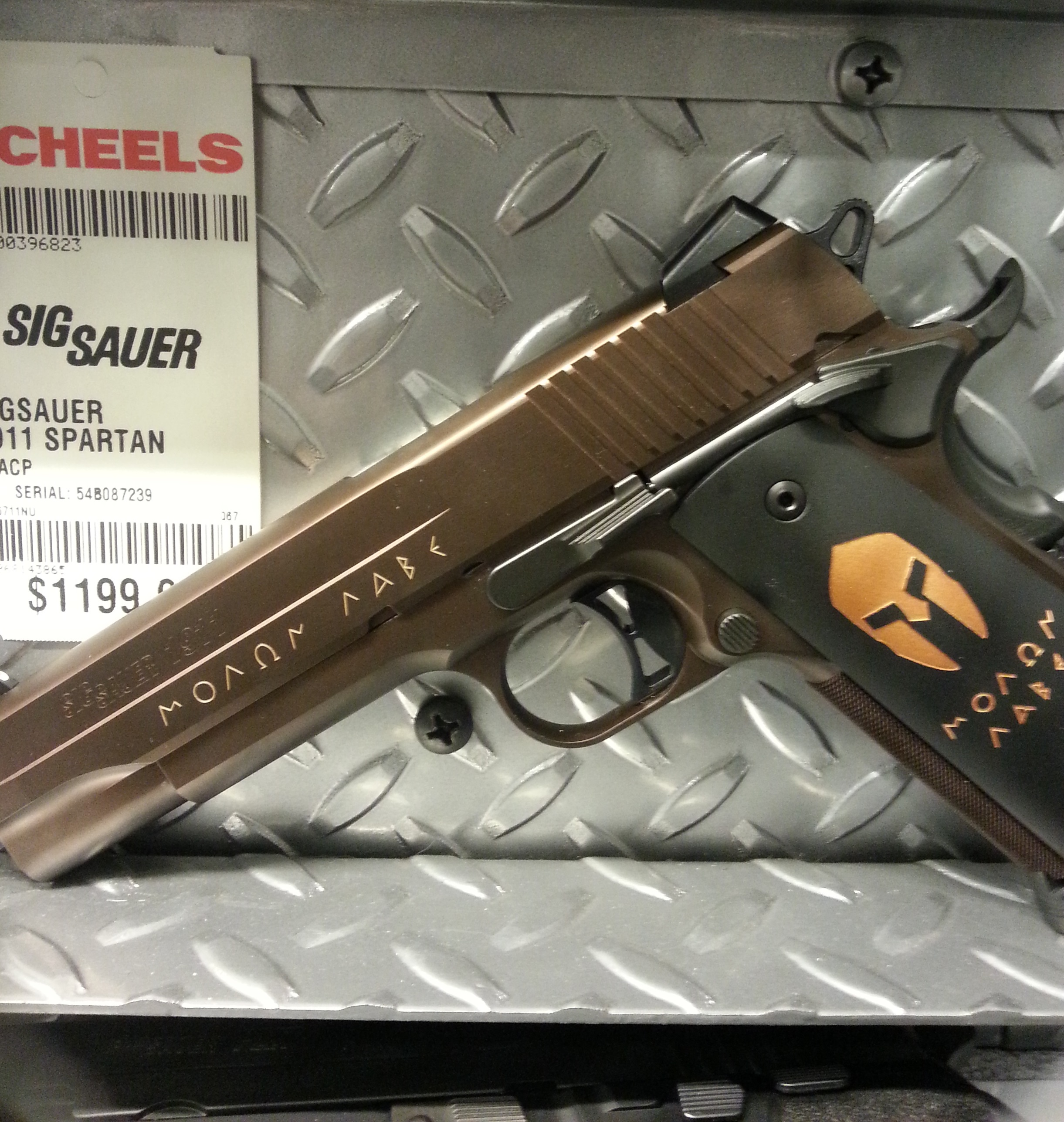
西格&紹爾M1911斯巴達全尺寸型手槍，握把和手枪套筒上刻有“ΜΟΛΩΝ ΛΑΒΕ”的希腊语
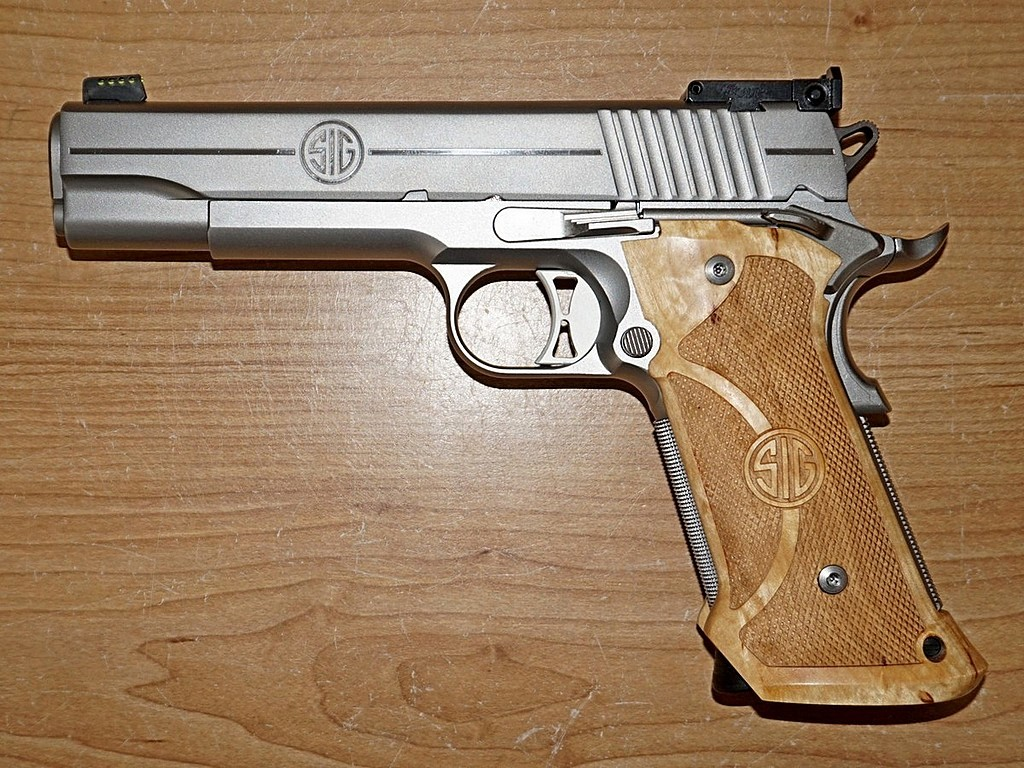
西格&紹爾M1911不銹鋼超級靶子型

## 資料來源
1. ↑  . American Rifleman. National Rifle Association.   [2018-01-12]. （原始内容存档于2018-01-12）.
2. ↑  . Not Operator.   [2018-01-12]. （原始内容存档于2018-01-12）.
3. ↑   (PDF). SigSauer.com. Sig Sauer, Inc.   [2018-01-12]. （原始内容存档 (PDF)于2018-01-12）.
4. 1 2 3 4 5  . Sig Sauer.   [2018-01-11]. （原始内容存档于2018-03-06）.
5. ↑  Ayoob, Massad. . Shooting Industry. 2004-10-01  [2011-11-28]. （原始内容存档于2014-05-31）.
6. 1 2  . Police Magazine.   [2011-11-28]. （原始内容存档于2012-04-07）.
7. ↑  Ayoob, Massad. . Iola, Wisconsin: Gun Digest Books. 2004: 100–109  [2018-01-26]. ISBN 1-4402-2713-6. （原始内容存档于2014-07-09）.
8. ↑  Lee, Jerry. . Iola, Wisconsin: Krause Publications. 2013: 414–415. ISBN 978-1-4402-3542-9.
9. ↑  . Guns & Ammo Handguns. Outdoor Sportman Group.   [2018-01-11]. （原始内容存档于2018-01-12）.
10. ↑  . Guns.com.   [2018-01-11]. （原始内容存档于2018-01-12）.
11. ↑  . Tactical-Life. Atholon Outdoors Network.   [2018-01-11]. （原始内容存档于2017-10-04）.
12. ↑  . The Truth About Guns.   [2018-01-11]. （原始内容存档于2017-10-12）.
13. ↑  意为“來吧，自己來拿！”，第34届SHOT展轻武器精选

## 外部連結
- （英文）—Sig Sauer Catalog（页面存档备份，存于）
- （英文）—Sig Sauer 1911 Handguns (Website)（页面存档备份，存于）
- （简体中文）—D Boy Gun World（槍炮世界）— SIG GSR/1911（页面存档备份，存于）